# Basketball-Bundesliga Trainer des Jahres
Il Basketball-Bundesliga Trainer des Jahres è il premio conferito dalla Basketball-Bundesliga al miglior allenatore della stagione regolare.

## Vincitori
| Stagione  | Nazionalità          | Giocatore              | Squadra                       |
| --------- | -------------------- | ---------------------- | ----------------------------- |
| 1989-1990 | Germania Ovest       | Dirk Bauermann         | Bayer Giants Leverkusen       |
| 1990-1991 | Germania             | Dirk Bauermann (2)     | Bayer Giants Leverkusen       |
| 1991-1992 | Non assegnato        | Non assegnato          | Non assegnato                 |
| 1992-1993 | Non assegnato        | Non assegnato          | Non assegnato                 |
| 1993-1994 | Non assegnato        | Non assegnato          | Non assegnato                 |
| 1994-1995 | Non assegnato        | Non assegnato          | Non assegnato                 |
| 1995-1996 | Jugoslavia           | Svetislav Pešić        | ALBA Berlino                  |
| 1996-1997 | Non assegnato        | Non assegnato          | Non assegnato                 |
| 1997-1998 | Jugoslavia           | Svetislav Pešić (2)    | ALBA Berlino                  |
| 1998-1999 | Jugoslavia           | Svetislav Pešić (3)    | ALBA Berlino                  |
| 1999-2000 | Germania             | Stefan Koch            | Skyliners Frankfurt           |
| 2000-2001 | Non assegnato        | Non assegnato          | Non assegnato                 |
| 2001-2002 | Bosnia ed Erzegovina | Emir Mutapčić          | ALBA Berlino                  |
| 2002-2003 | Germania             | Dirk Bauermann (3)     | Brose Bamberg                 |
| 2003-2004 | Germania             | Dirk Bauermann (4)     | Brose Bamberg                 |
| 2004-2005 | Germania             | Stefan Koch (2)        | Gießen 46ers                  |
| 2005-2006 | Lituania             | Šarūnas Sakalauskas    | Eisbären Bremerhaven          |
| 2006-2007 | Croazia              | Silvano Poropat        | EnBW Ludwigsburg              |
| 2007-2008 | Germania             | Achim Kuczmann         | Bayer Giants Leverkusen       |
| 2008-2009 | Stati Uniti          | John Patrick           | MEG Göttingen                 |
| 2009-2010 | Stati Uniti          | John Patrick (2)       | BG 74 Göttingen               |
| 2010-2011 | Stati Uniti          | Chris Fleming          | Brose Bamberg                 |
| 2011-2012 | Germania             | Thorsten Leibenath     | ratiopharm Ulm                |
| 2012-2013 | Germania             | Sebastian Machowski    | EWE Baskets Oldenburg         |
| 2013-2014 | Croazia              | Silvano Poropat (2)    | Mitteldeutscher BC            |
| 2014-2015 | Serbia               | Saša Obradović         | ALBA Berlino                  |
| 2015-2016 | Canada               | Gordon Herbert         | Skyliners Frankfurt           |
| 2016-2017 | Germania             | Thorsten Leibenath (2) | ratiopharm Ulm                |
| 2017-2018 | Spagna               | Aíto García Reneses    | ALBA Berlino                  |
| 2018-2019 | Spagna               | Pedro Calles           | RASTA Vechta                  |
| 2019-2020 | Non assegnato        | Non assegnato          | Non assegnato                 |
| 2020-2021 | Stati Uniti          | John Patrick (3)       | Riesen Ludwigsburg            |
| 2021-2022 | Finlandia            | Tuomas Iisalo          | Telekom Baskets Bonn          |
| 2022-2023 | Finlandia            | Tuomas Iisalo (2)      | Telekom Baskets Bonn          |
| 2023-2024 | Argentina            | Rodrigo Pastore        | Niners Chemnitz               |
| 2024-2025 | Spagna               | Jesús Ramírez          | Basketball Löwen Braunschweig |